# Мкртчян, Арам Саядович
Ара́м Сая́дович Мкртчя́н (арм. Արամ Մկրտչյան, 17 июля 1965, Ереван) — бывший депутат парламента Армении.
- 1983—1985 — служил в советской армии.
- 1985—1990 — Ереванский политехнический институт. Инженер-энергетик.
- 1989—1991 — работал инженером во всесоюзном институте электрификации сельского хозяйства.
- 1991—1993 — вице-президент фонда христианских предпринимателей.
- С 1993 — исполнительный директор фонда содействия христианской демократии.
- 1994—1995 — являлся членом конституционной комиссии Верховного совета Армянской ССР.
- 1995—1999 — был депутатом парламента. Член постоянной комиссии по государственно-правовым вопросам. Член фракции «Республика».